# Mio padre (Garibaldi)
(Clelia Garibaldi, Mio Padre)
Mio padre è il libro in cui Clelia Garibaldi raccoglie le memorie della sua vita con il padre, il generale Giuseppe Garibaldi.

## Trama
In questo libro, pubblicato per la prima volta da Vallecchi editore nel 1948, Clelia racconta, quasi sotto forma di diario, gli ultimi venti anni della vita del generale.
Dalle memorie di Clelia emergono aspetti nuovi della personalità di Garibaldi, descritto come un padre amorevole e sensibile, un marito attento, un contadino, e si apre una finestra sulla sua vita familiare, fino a quel momento poco conosciuta.
Il libro è uscito in una nuova edizione a novembre del 2007, in occasione del bicentenario della nascita dell'eroe dei due mondi, grazie ad un contributo della regione Piemonte, che ha voluto far conoscere i legami tra Garibaldi, la sua famiglia e il Piemonte.